# 大芦村 (福島県)
大芦村（おおあしむら）は福島県大沼郡にあった村。現在の昭和村の南半にあたる。

## 地理
- 山：博士山、三引山、白森山、舟鼻山、三階山、石城山、石取山、赤坂山、見沢山、愛宕山、大仏山、館の腰山、金山、鋏館、赤岩、焼山、明王山、高松峰、小松峰、御前ヶ岳、館垣山、松茸山、並松山
- 河川：野尻川

## 歴史
- 1889年（明治22年）4月1日 - 町村制の施行により、大芦村、佐倉村、喰丸村、両原村、小野川村の区域をもって発足。
- 1927年（昭和2年）11月23日 - 野尻村と合併して昭和村が発足。同日大芦村廃止。